# Бутин, Вячеслав Сергеевич
Вячеслав Сергеевич Бутин (1 марта 1958, с.Ульгули-Малши, Кокпектинский район, Восточно-Казахстанская область) — казахстанский государственный деятель.

## Биография
Бутин Вячеслав Сергеевич родился 24 мая 1948 в селе Ульгули-Малши Кокпектинского района Семипалатинской (ныне Восточно-Казахстанской) области.

### Образование
С сентября 1963 по март 1968 года учился в строительном техникуме в городе Семипалатинске. 
В 1970-1973 годах обучался в Усть-Каменогорском строительно-дорожном институте.
В 1973-1976 годах обучался в Новосибирском инженерно-строительном институте.
В 1989-1992 годах обучался в Казахстанском институте менеджмента, экономики и прогнозирования.

### Трудовая деятельность
После окончания строительного техникума был призван в ряды Советской Армии. После возвращения с Армии работал старшим инженером по технадзору учебно-производственного предприятия Казахского общества слепых в городе Семипалатинск. 
В июле - августе 1973 года работал мастером по строительству в с/з Коктальский Чубартауского района Семипалатинской области. 
После завершения обучения в Новосибирском инженерно-строительном институте с июля 1976 года по февраль 1978 года работал сначала мастером, затем старшим прорабом СУ «Заводстрой» треста «Семипалатинскстрой». 
С февраля 1978 по февраль 1980 года был главным инженером п. Ауэзово, Чарского района Семипалатинской области ПМК-3 треста «Семипалатинсктяжстрой». 
В 1980 - 1982 годах работал главным инженером в СМУ-7 МВД Казахской ССР. 
В 1982 – 1993 годах работал начальником УПТК управления строительством «Иртышгэсстрой». 
В 1983 - 1987 годах работал заместителем председателя Жанасемейского райисполкома. 
С апреля 1987 года по февраль 1992 года работал председателем Семипалатинского горисполкома. 
В 1992 - 1994 годах — первый заместитель главы администрации города Семипалатинск. 
С июня 1994 по август 1995 года — глава администрации города Семипалатинск. 
С августа 1995 по май 1997 года работал заместителем главы Семипалатинской областной администрации. 
С мая 1997 по июнь 1998 года был акимом города Семипалатинск. 
С июня 1998 по 2002 год работал заместителем начальника таможенного управления Восточно-Казахстанской области в г.Усть-Каменогорске.
В 2002 году вышел на заслуженный отдых.